# C. J. Bolland
C.J. Bolland, pseudonimo di Christian Jay Bolland (Stockton-on-Tees, 18 giugno 1971), è un produttore discografico e disc jockey britannico.

## Biografia

### Esordi
Nato in Inghilterra, la sua famiglia si trasferì ad Anversa quando lui aveva 3 anni. Da adolescente, fu influenzato dalla scena underground belga rappresentata da artisti quali Neon Judgement, the Klinik e Front 242.

### Carriera
Il suo primo brano, Do that dance, fu trasmesso alla trasmissione radiofonica Liaisons Dangereuses nel 1989. Proseguì usando altri pseudonimi : Cee-Jay, Pulse, Space Opera e The Project, ma il vero successo commerciale arrivò nel 1992 col brano Camargue all'interno dell'album di debutto The 4th Sign. Il terzo album, The Analogue Theatre, raggiunse la posizione numero 43 nella classifica britannica degli album. Il disco è stato trainato dal singolo Sugar Is Sweeter, che raggiunse l'undicesima posizione della classifica britannica.
A seguire la collaborazione con l'etichetta Polygram e con l'australiana Honeysmack nel 2000.

## Discografia

### Album in studio
- 1992 - The 4th Sign
- 1995 - Electronic Highway
- 1996 - The Analogue Theatre
- 2005 - The 5th Sign
- 2009 - 500€ Cocktail

### Singoli e EP
- 1990 - The Ravesignal
- 1990 - Ravesignal Vol. II
- 1991 - Ravesignal III
- 1991 - Here We Go / Get Busy Time  (con The Project)
- 1993 - Camargue (The Remixes)
- 1993 - Live at Universe
- 1995 - Neural Paradox
- 1995 - The Starship Connection
- 1995 - There Can Only Be One
- 1996 - Sugar Is Sweeter
- 1996 - The Prophet / Sugar Is Sweeter
- 1996 - Desolate / The Tingler
- 1997 - The Prophet
- 1998 - Sugar Is Sweeter / Blue Monday (with Orgy)
- 1998 - How Do I Deal / Sugar Is Sweeter (con Jennifer Love Hewitt)
- 1999 - It Ain't Gonna Be Me
- 2000 - Dark Side / Camargue (con Amex)
- 2000 - Inside Out / Cyrus (con Psylocibin)
- 2002 - See Saw
- 2002 - Prophet 1 / The Prophet (con Paul Oakenfold)
- 2003 - The Digger
- 2006 - Riot
- 2011 - Radar Remixes (with T99)
- 2012 - Broken Showroom
- 2012 - Chicago
- 2012 - Ban Me (Remixes)
- 2019 - The Return